# أبل ميوزك
أبل ميوزك هي خدمة تدفق صوت ومقاطع فيديو طورتها شركة آبل. يختار المستخدمون الموسيقى كي تتدفق إلى أجهزتهم حسب الطلب، أو بإمكانهم الاستماع إلى قوائم تشغيل موجودة مسبقًا. تتضمن الخدمة أيضًا محطات راديو عبر الإنترنت مثل آبل ميوزك1، وآبل ميوزك هيتس، وآبل ميوزك كانتري، تبث بثًا مباشرًا لأكثر من 200 دولة على مدى 24 ساعة في اليوم. تم الإعلان عن الخدمة بتاريخ 8 يونيو، 2015، وأطلقت في 30 يونيو من العام نفسه. يحصل المشتركون الجدد في الخدمة على شهر تجريبي مجاني أو ستة أشهر تجريبية مع شرائهم لمنتجات اختيارية قبل أن تطلب الخدمة اشتراكًا شهريًا.
بدأت آبل ميوزك، التي كانت في الأصل خدمة موسيقى صرفة، بالتوسع إلى مقاطع الفيديو في عام 2016. صرح المدير التنفيذي جيمي لوفين بأن النية للخدمة هي أن تصبح «منصة ثقافية»، وأوردت آبل بأنها ترغب أن تصبح الخدمة «متجرًا شاملًا لثقافة البوب». تستثمر الشركة بفعالية كبيرة في إنتاج وشراء محتوى مقاطع الفيديو، سواء من حيث مقاطع الفيديو الموسيقية ومشاهد من الحفلات الموسيقية التي تدعم الإصدارات الموسيقية، إضافة إلى مسلسلات الويب والأفلام الروائية.
حصلت النسخة الأصلية لتطبيق آبل ميوزك على نظام آي أو إس على مراجعات مختلفة، وجهت انتقادًا مباشرًا لواجهة المستخدم واعتبرتها «غير فطرية». مع ذلك، ًاشيد بتنظيم قائمة التشغيل لديهم، وبالمكتبة الواسعة من الأغاني الممكن تدفقها، وتكامله مع أجهزة وخدمات آبل الأخرى. في نظام آي أو إس10، حظي التطبيق بإعادة تصميم واسعة تلقت مراجعات إيجابية لواجهة محدثة بفوضى أقل، وتحسين التنقل، وتركيز أكبر على مكتبات المستخدمين. اكتسبت آبل ميوزك شعبية كبيرة بعد إطلاقها، حيث تجاوزت حاجز 10 مليون مشترك خلال ستة أشهر فقط. بلغ عدد المشتركين في الخدمة 98 مليون مشترك حول العالم حتى فبراير من عام 2022. في الوقت نفسه، تضيف آبل ميوزك إلى مكتباتها بانتظام، وقد وصلت إلى 100 مليون أغنية في فهرسها في 3 أكتوبر، 2022.

## المواصفات
تسمح خدمة آبل ميوزك للمستخدمين ببث (تدفق) أكثر من 90 مليون أغنية إلى أجهزتهم حسب الطلب. تقدم الخدمة قوائم تشغيل ينظمها خبراء موسيقى وتوصيات مصممة خصيصًا حسب التفضيل الموسيقي للمستخدم. تقدم الخدمة ثلاث محطات إذاعية بثها مباشر على مدار 24 ساعة هي: آبل ميوزك1، يديرها دي جي زين لوي، وآبل ميوزك هيتس، وآبل ميوزك كانتري، التي تبث على امتداد 100 دولة في أنحاء العالم. خدمة آبل ميوزك الإذاعية مجانية لجميع المستخدمين، حتى بدون وجود اشتراك في آبل ميوزك. يمكن للمشتركين في آبل ميوزك إنشاء ملف شخصي لمشاركة موسيقاهم مع الأصدقاء ومتابعة بعضهم البعض لرؤية الموسيقى التي يستمعون إليها بشكل منتظم. يتيح استخدام آبل ميوزك لخدمة آي كلاود، التي تلائم أغاني المستخدمين مع الأغاني الموجودة في الخدمة، للمستخدمين مزج مكاتبهم الموسيقية في آي تيونز مع مكاتبهم الموسيقية في آبل ميوزك والاستماع للموسيقى كلها من مكان واحد. إضافة إلى ذلك، فإن الخدمة مدمجة بشكل كبير مع خدمات آبل الداخلية الخاصة كالمساعد الصوتي الشخصي سيري إلى جانب بروتوكول البث الصوتي والمرئي إير بلاي (AirPlay). يمتلك المستخدمون، اعتبارًا من عام 2019، أيضًا القدرة على الوصول إلى النسخة الكاملة من موسيقى آبل من خلال مشغل ويب صممته آبل بالإصدار بيتا.
تحوي واجهة خدمة آبل ميوزك خمس علامات تبويب هي: «المكتبة»، «استمع الآن»، «استعرض»، «إذاعة»، «بحث». تظهر علامة تبويب «المكتبة» مجموعة موسيقى المستخدم، مع خيارات استعراض الأغاني حسب «قوائم التشغيل»، أو «الفنانين»، أو «الألبومات»، أو «الأغاني»، أو «الموسيقى المحملة». يظهر التبويب أسفل هذه الخيارات أيضًا الموسيقى المضافة مؤخرًا إلى مكتبة المستخدم. ينصح تبويب «استمع الآن» المستخدمين بالموسيقى بناءً على أذواقهم الموسيقية. تكمّل مختارات الخبراء التنظيم الخوارزمي، في حين أن المستخدمين قادرين على وضع «إعجاب» أو «عدم إعجاب» على الأغاني لتحسين اقتراحات الموسيقى بشكل أكبر. يظهر تبويب «استعرض» إصدارات الألبومات الجديدة للفنانين، وقوائم التشغيل التي ينظمها فريق آبل ميوزك، وإصدارات الألبومات القادمة، إضافة إلى تصنيفات مختلفة منها «الأنواع»، «الحالات المزاجية»، و«أفضل القوائم»، و«مقاطع فيديو موسيقية». يتضمن تبويب «الإذاعة» إذاعة آبل ميوزك وإذاعات أخرى تشغل موسيقى بأنواع محددة أو ذات صلة بفنان ما، بناء على تفضيل المستخدم. تسمح ميزة الإذاعة في آبل ميوزك للمستخدمين بتخطي الأغاني، واستعراض الأغاني المشغلة سابقًا على الإذاعة على عكس خدمات الإذاعات التقليدية، إضافة إلى استعراض الأغاني التالية للتشغيل. تبويب بحث يحتوي على صندوق بحث يستطيع المستخدمون استخدامه للبحث عن فنانين أو ألبومات أو مستخدمين لآبل ميوزك أو أغاني من خلال اسمها أو كلماتها. يتم عرض قائمة بعمليات بحث المستخدم الأخيرة وعمليات البحث الأكثر تكرارًا على الخدمة في أسفل صندوق البحث.
عندما تكون إحدى الأغاني في وضعية التشغيل، يظهر شريط «جار التشغيل الآن» فوق شريط التنقل السفلي. عندما يشغل المستخدمون أغنية ما، يسمح قسم «جار التشغيل الآن» بإضافة الأغنية إلى مكتبتهم، وتحميلها إلى جهازهم، ووضع إعجاب أو عدم إعجاب على الأغنية لتحسين الاقتراحات في تبويب «استمع الآن». تتضمن الوظائف الأخرى لقسم «استمع الآن» القدرة على التحكم بالموسيقى التي ستشغل بعدها ووضع الأغاني في الوضع العشوائي أو وضع التكرار. إضافة إلى ذلك، يمكن للمستخدمين استعراض كلمات الأغاني أثناء الاستماع المباشر للأغنية من خلال بطاقة جاري التشغيل الآن، التي تعرض كلمات الأغنية مباشرة بالتزامن مع وقت تشغيل المستخدم لها.
تتضمن صفحة كل فنان لافتة للملف الشخصي وزر «تشغيل» ينشئ تلقائيًا محطة راديو تتمحور حول الفنان. تتضمن صفحات الفنانين أيضًا أقسامًا لإصداراتهم المميزة، وألبوماتهم، وأغانيهم الفردية، وأفضل أغانيهم ومعلوماتهم الأساسية. يمكن لمستخدمي آبل ميوزك أن ينشئوا ملفاتهم الشخصية الخاصة على الخدمة، وتسمح لهم بالتالي بمتابعة مستخدمين آخرين ومعرفة الموسيقى التي يستمع إليها متابعيهم.
يمكن للمستخدمين أيضًا استعراض أغانيهم، وفنانيهم، وألبوماتهم عن العام بأكمله من خلال خاصية تدعى إعادة تشغيل آبل ميوزك، يمكن الوصول إليها من خلال تبويب «استمع الآن».
تعد الخدمة متوافقة مع الأجهزة بنظام آي أو إس التي تعمل بإصدار 8.4 أو أحدث، ومع أجهزة آي باد أو إس التي تعمل بإصدار 13.0 أو أحدث، ومع تطبيقات الموسيقى على نظام ماك أو إس كاتالينا أو أحدث، وإصدار آي تيونز 12.2 أو أحدث لأجهزة الحاسوب التي تعمل بنظام ويندوز، إضافة إلى آبل واتش، وآبل تي في، وآبل كار بلاي، وآبل هوم بود، وهو متوفر أيضًا لأجهزة آندرويد التي تعمل بإصدار 4.3 أو أحدث، وأجهزة كروم آو إس، وأجهزة أمازون إيكو، ومكبرات صوت سونوس. بالنسبة للأجهزة التي لا تحوي التطبيق الأصلي، فإن تطبيق آبل ميوزك متوفر على الويب مع مشغل ويب بالإصدار بيتا. أعلنت شركة سوني بتاريخ 27 أكتوبر، 2021، أن آبل ميوزك سيصبح متوفرًا على البلاي ستيشن5. أصبح آبل ميوزك بتاريخ 12 أكتوبر، 2022، متاحًا للإكس بوكس ون وسلسلة إكس بوكس إكس/إس.

## البداية واطلاق الخدمة
قبل اطلاق ابل ميوزك احدثت ابل ثورة في الموسيقى الرقمية عند اطلاق اي بود وايتونز ، وبعد استحواذ ابل على شركة بيتس إلكترونيكس حصلت على ملكية خدمتها بيتس ميوزك لتُعين الرئيس التنفيذي لبيتس ميوزك إيان روجرز مسؤولاً على قسم الراديو في ايتونز، وذكرت بيزنس انسايدر ان ابل تسعى لدمج الخدمتين معاً.
خلال المفاوضات مع شركات التسجيل زعمت تقارير ان ابل تحاول تشجيع استدويوهات التسجيلات على سحب محتوها من الخدمات المنافسة لتعزيز استخدام ابل ميوزك.
في مؤتمر آبل العالمي للمطورين 2015 قدمت الشركة خدمتها الجديدة أبل ميوزك، ظهر فنان الهيب هوب دريك لشرح استخدام الخدمة للفنانين وفرقها عن ايتونز، تم اطلاق الخدمة رسميًا في 30 يونيو 2015 في 100 دولة يحصل المشتركون الجدد فيها على 3 أشهر مجانا قبل ان يتوجب عليهم دفع رسوم اشتراك شهرية مقابل الوصول لجميع المحتوى الموجود على المنصة مع وجود خطط اشتراك عائلية تسمح باشتراك واحد لستة اشخاص بسعر مخفض ويدعم التطبيق جميع اجهزة ابل ايفون وايباد وايبود التي تعمل بنظام iOS 8.4 والأحدث واجهزة ماك وساعة ابل وابل تي في واندرويد، بعد إطلاقها تم ترحيل جميع مشتركي خدمة ببيتس ميوزك إلى أبل ميوزك وايقاف خدمة بيتس ميوزك.

## النمو وتطوير الخدمة
- بعد 6 أشهر من اطلاق الخدمة بلغ عدد المشتركين 10 ملايين مشترك، نفس قاعدة المشتركين هذه احتاجت سبوتيفاي 6 سنوات للوصول لها  وفي يونيو 2019 وصلت لـ 60 مليون مستخدم [20]
- في نوفمبر 2015 اطلقت الشركة تطبيق أبل ميوزك لنظام اندرويد.[21]
- اضافت ابل قوائم تشغيل شخصية مثل My New Music Mix والتي اطلقتها في سبتمبر 2016 وMy Chill Mix في يونيو 2017.[22]
- في 30 نوفمبر 2018 اعلنت ابل دعم مكبرات صوت Amazon Echo  بعد ان كانت تقتصر على Home Pod الخاصة بأبل.[23]
- في 5 سبتمبر 2019 اطلقت أبل نسخة الويب من أبل ميوزك بشكل تجريبي والتي تمكن المشتركين من الوصول للموسيقى وقوائم التشغيل من على المتصفح.[24]
- في 20 نوفمبر 2019 اعلنت أبل ان خدمة أبل ميوزك تستضيف 60 مليون أغنية.[25]
- في 2020 اعلنت أبل عن ابرام عدة اتفاقيات للترويج وبث المزيد من الأغاني.[26]

## وصلات خارجية
- الموقع الرسمي